# 百花文艺出版社
百花文艺出版社，即百花文艺出版社（天津）有限公司，是一家位于中华人民共和国天津市的出版社，现为天津出版传媒集团有限公司的全资子公司。
百花文艺出版社成立于1958年8月1日，社名由郭沫若题写。百花文艺出版社出版古今中外各类文艺书籍，重点是小说与散文。文化大革命中，出版社在1968年2月停办。文化大革命之后，出版社在1978年7月恢复业务。